# NGC 5782
NGC 5782 је лентикуларна галаксија у сазвежђу Волар која се налази на NGC листи објеката дубоког неба.
Деклинација објекта је + 11° 51' 42" а ректасцензија 14h 55m 55,3s. Привидна величина (магнитуда) објекта NGC 5782 износи 13,7 а фотографска магнитуда 14,7. NGC 5782 је још познат и под ознакама UGC 9602, MCG 2-38-22, CGCG 76-99, KCPG 445A, PGC 53379.